# 土卫三十五

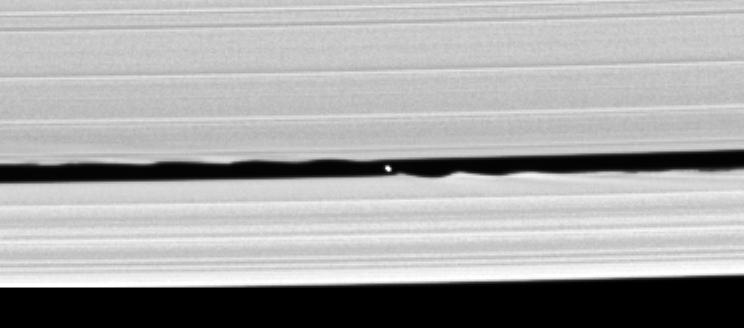
卡西尼号拍摄到的S/2005 S 1，图片显示了它对Keeler缝的影响而产生的褶皱扰动

土卫三十五（Daphnis, 編號S/2005 S 1）是土星的一颗天然卫星。它是2005年5月1日由卡罗琳·C·波尔科与卡西尼号科学图像团队发现的，并于5月2日在两张3.54km/pixel的低相位照片上被确认。发现之前，人们根据观测凱勒環縫外侧边缘的重力扰动，推测存在这颗卫星。
S/2005 S 1大约直径7千米，其轨道位于土星A环外侧的凱勒環縫内，距离土星大约136.505 Mm，轨道周期0.594日（如果半长轴准确的话为0.59537）。现在的数据还不能估计其轨道交角和离心率，但看起来它们都为0。
估计其反照率为50%。